# 砂糖☆家族
《砂糖☆家族》為日本漫畫家萩尾彬的少女漫畫作品，連載於白泉社漫畫雜誌《LaLa DX》2005年11月號至2009年9月號，單行本全6卷，台灣中文版由長鴻出版社出版。命名為《砂糖☆家族》是因為本書講述的是佐藤家（在日文發音中，「佐藤」音同「砂糖」）的故事。

## 故事簡介
女高中生佐藤夕夏從小就和父親佐藤夏生相依為命。有一天，夏生突然帶了再婚對象佐藤雅美及繼子佐藤帝一（即夕夏的義兄）回家，而帝一是一個非常希望有一名妹妹的戀妹癖！更慘的是，夏生與雅美因為抽中「環遊世界」之旅，在未辦理戶籍登記的情況下就自行旅遊去了，並把夕夏與帝一留在日本！這樣，這對「兄妹」開始了他們的同居生活。

## 登場人物

### 主要人物
佐藤 夕夏（さとう ゆか）
從5歲起就和父親一同生活的16歲女高中生，就讀女校。從小就擔任「父親的褓姆」（因此當她父親決定再婚時她曾以為能放下「父親的褓姆」的責任，卻來了和其父親是同類的哥哥）。擅長做菜，害怕蟑螂，懼高。其實在法律上兩人並不是兄妹關係，但由於雙方皆姓「佐藤」，而且在他們父母再婚時，夕夏恰好升上高中，為了避免校內女學生的反感，沒有公開這一點。校內除了其青梅竹馬的好友高梁祥子外，所有人都以為他倆是親兄妹。
佐藤 帝一（さとう たいち）
以「妹妹」為世界中心而轉的23歲高中老師，並在夕夏的學校任教。溺愛夕夏，是一位只要夕夏叫他一聲「哥哥」就會感到無比幸福的戀妹癖哥哥。不擅長早起、游泳、酒量淺（如果喝過了容許量就會變成一名吻人魔――只限男性），害怕幽靈鬼故事，被妹妹漠視就會感到沮喪。身為女校中少數的男教師，帝一在校內很受學生歡迎，但這間接使夕夏成為「全民公敵」。另外，雖然他是一個好男人，但他和女朋友總是無法長久。
之所以會成為一個戀妹癖，是因為他小時曾經有過一個妹妹，但這個妹妹尚未出生就流產了。這件事也成為他父母離婚的原因，而帝一也因此對父親感到不滿（因他在其妻子流產時還責怪她），而這件事也造成帝一對「家族」（家人）、「妹妹」的存在抱有強烈憧憬。
七壬 瑛治（ななみ えいじ）
帝一在高中時代的同學兼好友。
二之宮 玲子（にのみや れいこ）
帝一和瑛治在高中時代的班主任，現為夕夏校內的教師。對於帝一常因為被其說教而哭感到累。寡婦，有一名女兒，和七壬是戀人關係。
高橋 祥子（たかはし しょうこ）
從小學時就是夕夏的同學兼朋友。校內唯一知道夕夏和帝一並非親兄妹的人。
新（あらた）
夕夏和祥子的學弟。自由奔放、傍若無人。喜歡夕夏，但對被夕夏視為弟弟而感到煩惱。似乎擅長賭博？

### 其他
佐藤 夏生（さとう なつお）
夕夏的父親，很有偏財運（佐藤家的家電多為其抽獎得來的）。
佐藤 夕子（さとう ゆうこ）
夕夏的母親，曾擔任模特兒的美女。在夕夏5歳時遇上車禍去世。
佐藤 雅美（さとう まさみ）
帝一的母親，夏生的再婚對象。業績優秀的職業婦女。
二之宮 椿（にのみや つばき）
二之宮老師的女兒，和夕夏同年。志願是攝影記者。

## 出版物
|      | 日文版        | 日文版                 | 台灣中文版     | 台灣中文版         |
| 卷数 | 发行日期      | ISBN                   | 发行日期       | 台灣中文版ISBN     |
| ---- | ------------- | ---------------------- | -------------- | ------------------ |
| 1    | 2006年9月5日  | ISBN 978-4-592-18851-3 | 2007年4月11日  | ISBN 9786260024611 |
| 2    | 2007年6月5日  | ISBN 978-4-592-18874-2 | 2008年6月19日  | ISBN 9786260024642 |
| 3    | 2008年2月5日  | ISBN 978-4-592-18875-9 | 2008年7月24日  | ISBN 9786260024659 |
| 4    | 2008年6月5日  | ISBN 978-4-592-18876-6 | 2008年12月12日 | ISBN 9786260024673 |
| 5    | 2009年2月5日  | ISBN 978-4-592-18593-2 | 2010年8月12日  | ISBN 9786260024697 |
| 6    | 2009年11月5日 | ISBN 978-4-592-18594-9 | 2010年9月17日  | ISBN 9786260024710 |